# Lindolfo Hill

Lindolfo Hill

Lindolfo Hill (* 19. Januar 1917 in Juiz de Fora; † 11. Mai 1977 in Rio de Janeiro) war ein brasilianischer Gewerkschafter und Politiker des Partido Comunista Brasileiro.
Der Großvater Franz Hill wanderte im Jahre 1858 aus Wendelsheim nach Juiz de Fora aus. Der gelernte Maurer Lindolfo Hill war von 1947 bis 1951 der erste gewählte Stadtabgeordnete der Kommunistischen Partei Brasiliens in Juiz de Fora. 1945 nahm er als Gewerkschaftschef der Bauarbeitergewerkschaft als einer von drei brasilianischen Delegierten am Gründungskongress des Weltgewerkschaftsbundes teil. Er war Mitglied im Zentralkomitee der PCB.
Hill war Namensgeber der Rua Vereador Lindolfo Hill im Stadtviertel Santos Dumont in der Stadt Juiz de Fora.